# Aitor Tornavaca Fernández
Aitor Tornavaca Fernández, kurz Aitor (* 24. März 1976 in Vitoria-Gasteiz), ist ein spanischer Fußballspieler, der bei Real Avilés in der spanischen Segunda División B spielt.

## Spielerkarriere

### Die Anfänge
Aitor begann seine Karriere als Profispieler bei Sporting Gijón im Jahre 1996. Beim B-Team war er 1996/1997 Stammspieler, kam jedoch nur auf einen einzigen Einsatz für die erste Mannschaft in der Primera División. Da er keine Möglichkeit auf weitere Einsätze sah, wechselte Aitor im Sommer 1997 den Verein, um für ein Jahr beim Zweitligisten CD Leganés zu spielen. Dort spielte er in der Hälfte aller Saisonspiele, nahm jedoch den Umweg über den Segunda División B - Club UD Levante.

### Zweite Liga
Im Sommer 1999 kehrte Aitor zu seinem Ex-Club Sporting Gijón zurück. Da er allerdings nur ein Drittel der Saisonspiele absolvierte, verließ er die Asturier am Saisonende endgültig. Die nächsten beiden Jahre blieb er in der Segunda División und ging zu Real Jaén. Als seine Mannschaft 2002 als Tabellenletzter abstieg, wechselte er zu SD Eibar. In seiner baskischen Heimat hatte er allerdings nur bedingt Erfolg mit seiner Mannschaft, so war man jenseits von Gut und Böse am Saisonende zweimal im Tabellen-Mittelfeld.

### Recreativo Huelva
Im Sommer 2004 zog es Aitor vor, zum Aufstiegsanwärter Recreativo Huelva zu wechseln. Im zweiten Anlauf stieg Aitor mit seiner Mannschaft 2006 als Tabellenerster in die Primera División auf. Er spielt dort seit vielen Jahren und ist Mannschaftskapitän. Auch nach dem Abstieg 2009 blieb er dem Klub erhalten und spielt seitdem in der Segunda División.

## Erfolge
- 2005/2006 – Aufstieg in die Primera División mit Recreativo Huelva